# Primirea de foloase necuvenite
Primirea de foloase necuvenite reprezintă primirea de către un funcționar public, de bani ori alte foloase, după ce a îndeplinit un act ce intră în atribuțiile sale de serviciu.
Primirea de foloase necuvenite se deosebește de luarea de mită prin aceea că foloasele se dau ulterior îndepliniriii actului și nu au condiționat emiterea lui, fiind un spor nelegal la salariu pentru activitatea funcționarului.